# Dicranopselaphus lesueurii
Dicranopselaphus lesueurii är en skalbaggsart som beskrevs av Guérin-Méneville 1861. Dicranopselaphus lesueurii ingår i släktet Dicranopselaphus och familjen Psephenidae. Inga underarter finns listade i Catalogue of Life.